# Circle (Amorphis)
Circle  è l'undicesimo album discografico in studio del gruppo musicale heavy metal finlandese Amorphis, pubblicato nel 2013.

## Tracce
1. Shades of Gray – 5:27
2. Mission – 4:33
3. The Wanderer – 4:43
4. Narrow Path – 4:23
5. Hopeless Days – 5:08
6. Nightbird's Song – 5:00
7. Into the Abyss – 5:36
8. Enchanted by the Moon – 5:32
9. A New Day – 6:00

Bonus tracks
1. Dead Man's Dream – 4:03
2. My Future – 7:11
3. Illusion – 4:18
4. New Song – 4:54
5. His Story – 4:33

## Formazione
- Tomi Joutsen - voce
- Esa Holopainen - chitarra
- Tomi Koivusaari - chitarra
- Santeri Kallio – tastiere
- Niclas Etelävuori – basso
- Jan Rechberger – batteria